# Нижний Осиял
 Нижний Осиял  — деревня в Параньгинском районе Республики Марий Эл. Входит в состав Куракинского сельского поселения.

## География
Находится в восточной части республики Марий Эл на расстоянии приблизительно 6 км по прямой на запад от районного центра поселка Параньга.

## История
Известна с 1810 года. В 1884 г. в починке Нижний Осиял было 23 двора, 133 жителя. В 1923 году в деревне насчитывалось 28 домов, 143 человека, все мари, в 1939 176 человек. В 2002 году по местным данным было 27 дворов и 98 жителей. В советское время работали колхозы «У колхоз», им. Ленина. В 1966 году деревня была включена в состав деревни Осиялы, но в 2018 году самостоятельность населенного пункта была восстановлена.

## Население
В переписях 2002 и 2010 годов деревня не учитывалась.